# هیروکین (قمر)

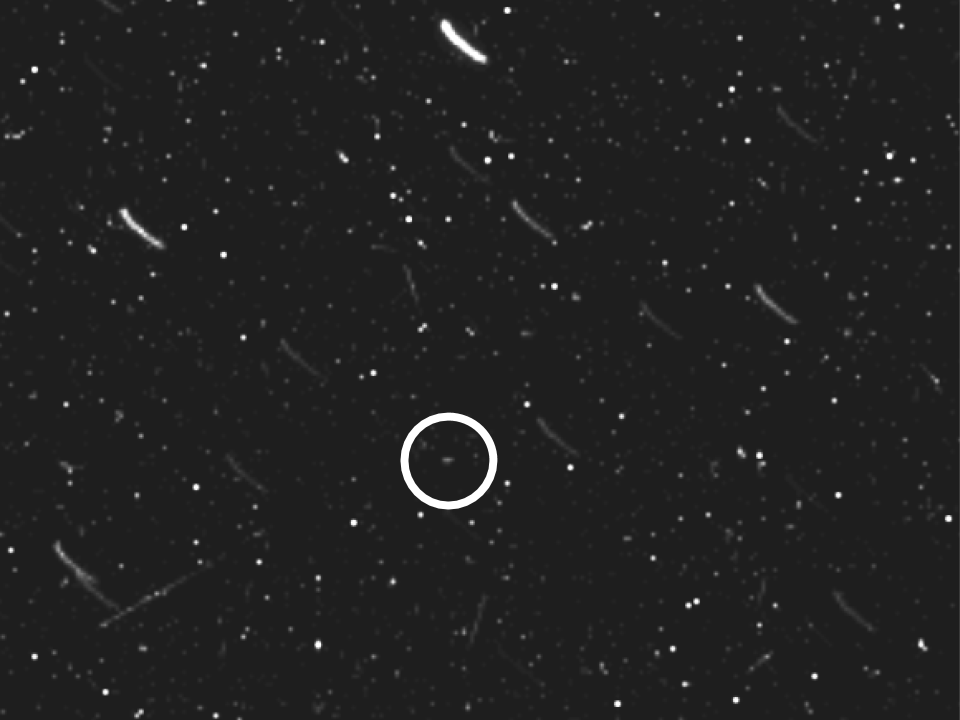
نمایی از هیروکین، تصویربرداری‌شده‌توسط فضاپیمای کاسینی در مارس ۲۰۱۳

هیروکین  (به انگلیسی: Hyrrokkin) که با نام زحل XLIV هم خوانده می‌شود (نام موقت اس /۲۰۰۴ اس ۱۹)، یک قمر طبیعی زحل است؛ کشف آن توسط اسکات اس. شپرد، دیوید سی.جویت، جن کلینه و برایان جی.مارسدن در تاریخ ۲۶ ژوئن ۲۰۰۶ براساس مشاهداتی که بین ۱۲ دسامبر ۲۰۰۴ و ۳۰ آوریل ۲۰۰۶ صورت گرفته بود اعلام شد.
هیروکین حدود ۸ کیلومتر قطر دارد.  متوسط مدارش ۱۸٬۱۶۸ مگامتر است و دوره آن ۹۱۴ روز بوده و انحراف آن ۱۵۳° درجه نسبت به دائرةالبروج و (۱۵۴°درجه نسبت به استوای زحل) است. حرکت این قمر رجوعی و خروج از مرکز مدار آن ۰٫۳۶ است. در طول چهار مشاهده‌ای که در مارس ۲۰۱۳ صورت گرفت تناوب مداری اندازه‌گیری شده توسط کاوشگر کاسینی تقریباً ۱۲ ساعت و چهل و پنج دقیقه بود.
در آوریل ۲۰۰۷ به نام هیروکین، یک غول ماده از اساطیر اسکاندیناوی که هیرونقورنی، کشتی مراسم تشیع جنازه بالدر را به آب انداخت نامگذاری شد.